# Madam Koi Koi
Madam Koi Koi, auch Madam Moke, ist eine Geistererscheinung in nigerianischen modernen Sagen, die auch in anderen afrikanischen Ländern beschrieben wird. Des Nachts soll sie Schlafsäle, Flure und Toiletten in Internaten heimsuchen, während tagsüber Schülerinnen und Schüler von der Erscheinung betroffen sind, die zu früh zur Schule kommen oder sie zu spät verlassen. 

## Die Legende
Es ist nicht bekannt, worauf die Legende zurückgeht, jedoch wird die Geschichte einer Lehrerin, die als Geist mit roten High Heels durch die Schulen zieht, in Nigeria seit Mitte des zwanzigsten Jahrhunderts in mehreren Versionen erzählt.
Zumeist wird von einer wunderschönen Lehrerin einer weiterführenden Schule berichtet, die für ihre Schönheit und ihre Vorliebe für die Farbe Rot bekannt war. So trug sie tiefroten Lippenstift und Schuhe mit roten Absätzen. Außerdem war sie immer bestens gekleidet. Wann immer sie durch die Flure ging, verursachten ihre Schuhe ein Geräusch, das wie „Koi Koi“ klang. Bei den Schülerinnen und Schülern war sie äußerst unbeliebt, da sie boshaft gewesen sein und sie bei kleinsten Übertretungen geschlagen haben soll. Es wird teilweise berichtet, dass sie dazu sogar einen in Alkohol und Alligatorpfeffer getränkten Stock benutzt habe.
Die Legende wird danach in zwei Versionen weiter erzählt. In der populären Version soll sie ihre Stelle verloren haben, nachdem sie eine Schülerin schwer geohrfeigt und ihr dabei das Trommelfell verletzt haben soll. Die Eltern übten daraufhin Druck auf die Schulleitung aus, und Madam Koi Koi wurde entlassen. Am selben Tag erlitt sie auf der Fahrt nach Hause einen Unfall und starb. Kurz vor ihrem Tod schwor sie, sich an der Schule und ihren Schülerinnen und Schülern zu rächen. Auch wird berichtet, dass sie gefesselt begraben worden sein soll, doch ein Verrückter habe sie befreit.
In einer anderen Version bestand die Vermutung, dass niemand etwas gegen die Grausamkeiten von Madam Koi Koi unternehmen würde und so die Schüler in ihrer Verzweiflung selbst tätig geworden wären. In der ghanaischen Version der Legende, in der sie Madam Moke genannt wird, wobei Moke übersetzt hohe Absätze bedeutet, wird sie von diesen zum Sterben in einen Schrank eingeschlossen, wobei die Schüler nicht wussten, dass Madam Moke schwanger war. Alternativ wird berichtet, sie sei mit einem ihrer roten Schuhe geschlagen und dann zum Sterben liegengelassen worden.
Kurze Zeit nach dem Tod der Lehrerin sei dann in den Schülerwohnheimen nachts nach dem Ausschalten des Lichtes ein Geräusch wie ein „Koi Koi“ zu hören gewesen, ähnlich wie das Klappern der Absätze auf dem Boden. Die Legende, dass Madam Koi Koi nachts herauskomme, um die Schülerinnen und Schüler ihrer Schule zu verfolgen, hielt sich hartnäckig und ging auch auf andere weiterführende Schulen in Nigeria über. In anderen Versionen erscheint sie nur noch mit einem Schuh und schrecklich verstümmelt, sodass es sich wie „Koi skkkkkchhh, koi skkkkkchhh“ anhört, während ein Fuß über den Boden schleift. 
Nach ihrem Tod soll von ihrer früheren Schönheit nicht mehr viel geblieben sein, und da Madam Koi Koi eitel gewesen war, würde sie diejenigen verschwinden lassen, die es wagen würden, sie anzusehen.
Wen sie des Nachts außerhalb seines Bettes antrifft, dem würde es schlimm ergehen, denn Madame Koi Koi räche sich blutig an allen, nicht nur an denen, die für ihren Tod verantwortlich waren (je nach Version). Die einzige Möglichkeit, ihrem Fluch zu entgehen, ist im Bett zu bleiben, die Augen zu schließen und zu hoffen, dass das Geräusch der Absätze vergeht.

## In der Populärkultur
Madam Koi Koi ist die Antagonistin in Simisayo Brownstones Kinderbuch Feyi Fay and The Case of the Mysterious Madam Koi Koi.
Am 31. Oktober 2023 wurde auf Netflix die zweiteilige Nollywood-Produktion The Origin: Madam Koi Koi veröffentlicht.